# Geschiedenis van West-Friesland

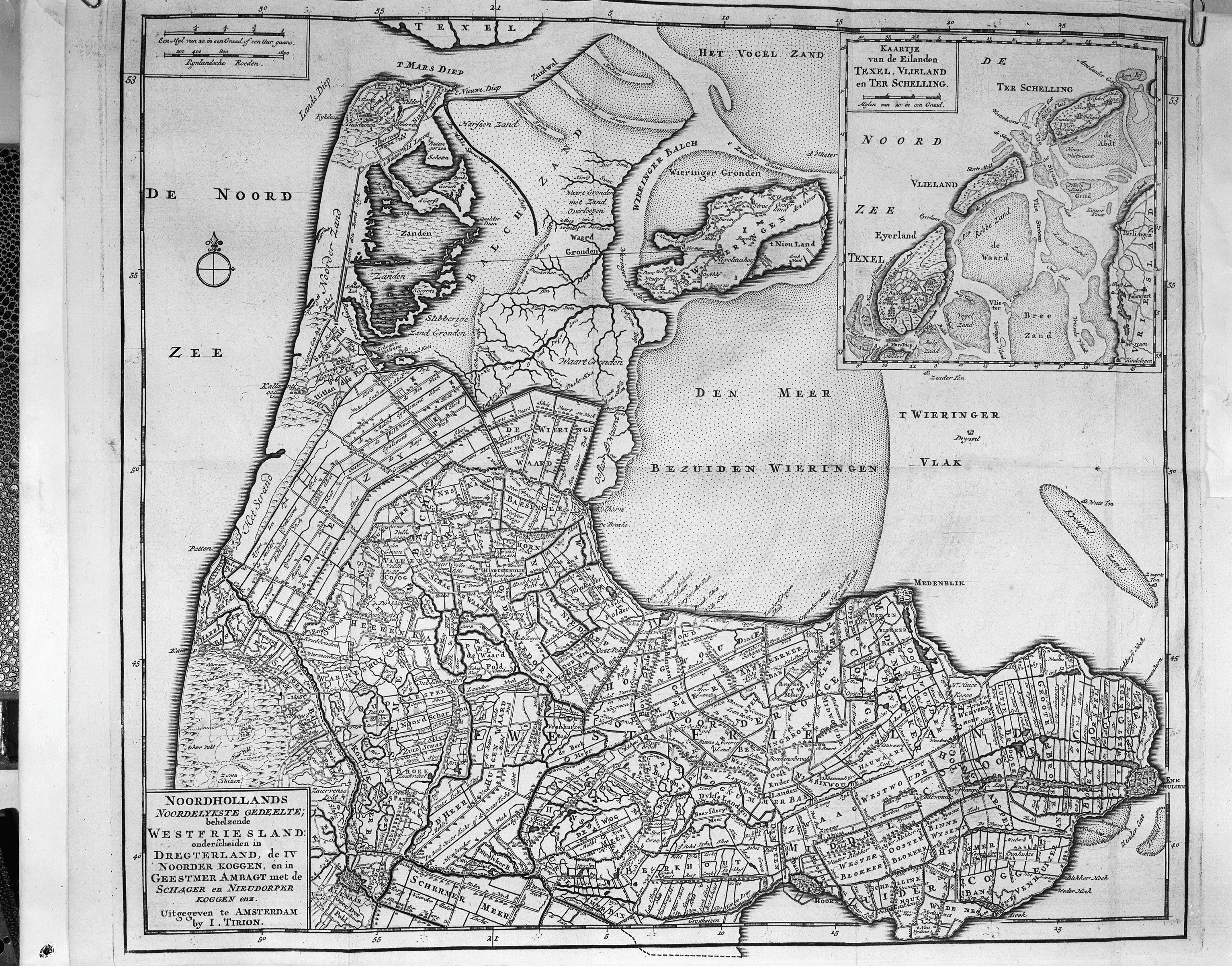
Achttiende-eeuwse kaart van West-Friesland

Het wapen van West-Friesland

De geschiedenis van West-Friesland behandelt de geschiedenis van West-Friesland in de verschillende betekenissen van dit geografisch begrip: zowel die van de huidige regio binnen de Westfriese Omringdijk, als die van het grotere Frisia of Magna Frisia, dat zich uitstrekte ten westen van het Vlie tot Sincfala, naar alle waarschijnlijkheid het Zwin. De eerste vermelding van West-Friesland onder deze naam, occidentalis Fresia, stamt uit 1101.

## Pre- en protohistorie

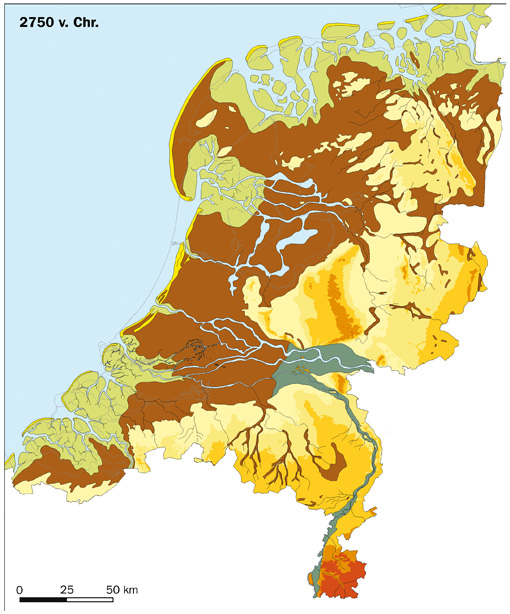
Nederland rond 2750 v.Chr.

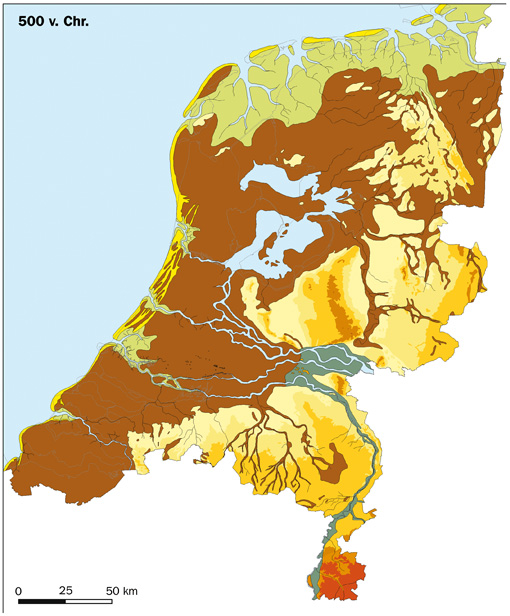
Nederland rond 500 v.Chr.

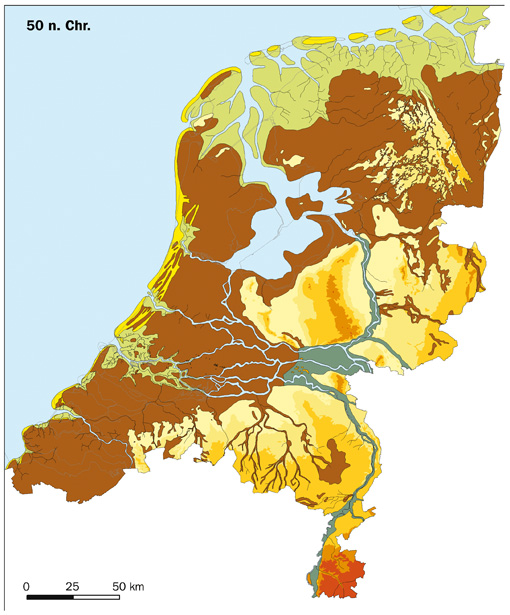
Nederland rond 50 n.Chr.

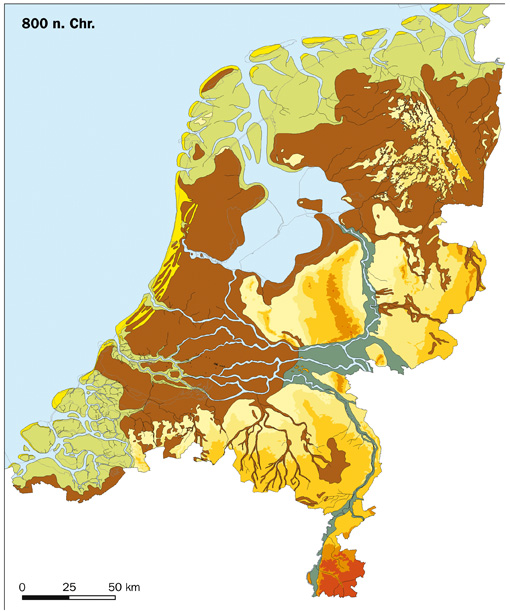
Nederland rond 800 n.Chr.

In West-Friesland zijn tijdens het het Laat-Neolithicum (2850 - 2000 v.Chr.) vindplaatsen van de Vlaardingencultuur, rond 2600 v.Chr., de standvoetbekercultuur (ca. 2600-2300 v.Chr.) en de Klokbekercultuur (ca. 2300-2100 v.Chr.). In 1990 werd het skelet gevonden van een man uit het neolithicum, die Cees werd genoemd.
Gedurende de Bronstijd - van 2100 tot circa 900 v.Chr. - lijkt vooral het oostelijk deel van West-Friesland een relatief grote bevolkingsdichtheid te hebben gehad, met schattingen van 10 mensen/km² tegen 3 mensen/km² in Drenthe. Aan het einde van deze periode kwam echter een einde aan deze bewoning. Tijdens het Subboreaal zorgde de ondiepe Noordzeebodem ervoor dat zand in toenemende mate naar de kust werd getransporteerd. Dit zorgde met de aanvoer van het Pleistocene zand bij Texel en in mindere mate de aanvoer van de rivieren dat de strandwallen zich konden uitbreiden. De westkust sloot zich steeds meer, met als gevolg dat de achterliggende lagune verzoette, wat grootschalige veenvorming in de hand werkte. Aan het einde van deze periode sloot zich ook het Zeegat van Bergen en waren de enige openingen in de West-Friese kust de riviermondingen van de Schelde (via de Oosterschelde), de Maas (bij Rotterdam), de Rijn (bij Leiden) en het Oer-IJ (bij Castricum). Door de vervening werd bewoning pas weer mogelijk in de vroege middeleeuwen.
Aan het einde van het Subboreaal was het noordelijke deel van West-Friesland rond Texel het Pleistocene zand echter vrijwel verdwenen, afgezien van een klein deel bij Texel en Wieringen. Het was vervangen door een veengebied. Texel was in de Midden-IJzertijd bewoond, net als het veen bij de mondingsgebieden van IJ, Rijn en Maas, dat enigszins ontwaterde door inbraken van de zee.

## Oudheid
Het eerste contact tussen de Romeinen en de bevolking in het huidige Nederland kwam met de komst van Julius Caesar. In 51 v.Chr., na zijn veldtochten, gold de Rijn als noordgrens van het Romeinse rijk. De Bataven zouden oorspronkelijk deel hebben uitgemaakt van de Chatti, maar een groep splitste zich na een conflict daarvan af, waarna zij zich voor of rond 38 v.Chr. als bondgenoten van de Romeinen vestigden in de oostelijke Rijndelta. De Cananefaten, die afhankelijk waren van de Bataven, vestigden zich in westelijk van hen in het huidige Zuid-Holland, wat tot die tijd een deel was van het gebied van de Frisii.
Tussen 12 v.Chr. en 16 n.Chr. ondernamen de Romeinen diverse pogingen om de Germanen aan de noord- en oostzijde van de Rijn te onderwerpen. Met onder andere de Frisii werden verdragen gesloten om de doortocht te vergemakkelijken. In 16 n.Chr. gaven de Romeinen de pogingen op om de Germanen te onderwerpen. Langs de Rijn werd een reeks castella gebouwd. Dit groeide uit tot de limes, de verdedigingslinie die begon met Flevum bij Velsen. De Romeinen moesten dit fort verlaten na de opstand van de Frisii in 28. De aanleiding waren de onredelijke belastingen die Olennius eiste. De opstand veroorzaakte paniek tot in Noviomagus. Dat weten we omdat iemand zijn geld in allerijl begroef en het nooit weer heeft gevonden.
De enige stad in het gebied was Forum Hadriani aan het Kanaal van Corbulo bij Voorburg. In 122 verkreeg het marktrechten van keizer Hadrianus, waarschijnlijk gevolgd door stadsrechten in 150 of 151. Rond de limes bestonden vici, die echter ten noorden daarvan niet zijn aangetroffen. Hier beperkte de bewoning zich tot verspreid gelegen boerderijen. Wel treft men hier Romeinse gouden en zilveren munten, wapens en vaatwerk aan, wat wellicht schenkingen waren waar de levering van troepenmachten tegenover stonden. Gedacht wordt wel dat de Romeinse invloed zover strekte dat de facto ook het Holland ten noorden van de limes onderdeel uitmaakte van het rijk.
Tot het begin van de derde eeuw maakte het gebied een economische en demografische groei door tijdens de Pax Romana. Interne problemen verzwakten het Romeinse rijk echter, wat verergerd werd door invallen van Germanen. In 235 begon de crisis van de 3e eeuw toen keizer Severus Alexander werd vermoord. De ene soldatenkeizer volgde de andere op, vaak met geweld. Hierdoor verdween de invloed van het centrale Romeinse gezag in Germania Inferior. In 240 werden de Franken - een verzamelnaam voor een aantal Germaanse stammen - voor het eerst genoemd toen zij zich in het rijk wilden vestigen en de Rijn overstaken, waarna ze plunderend door Gallië trokken. Ze werden echter bij Mainz verslagen, waarna ze zich aan de oostoever vestigden.
De bevolking in westelijk Nederland nam in deze periode sterk af. De crisis eindigde pas in 284 toen Diocletianus aan de macht kwam. Daarna namen de Romeinen Germanen op in hun leger, wat leidde tot een germanisering van de bevolking rond de grens en deels zelfs het Romeinse gezag. Het gebied was vooral van belang om de verbinding met Brittannië in stand te houden van waaruit grote hoeveelheden graan werden geïmporteerd. De Saksen vielen het gebied in vanaf zee, waartegen de Romeinen een reeks forten, de litus Saxonicum, aan weerszijden van het Kanaal en de Nederlandse kust bouwden. Een deel van de Saksen viel Brittannië binnen, samen met de Angelen, Friezen en de Juten.
In 405 of 406 staken de Vandalen en Alanen de Rijn over. Tijdens de Grote Volksverhuizing van de vijfde en zesde eeuw lijkt er een verdere afname van de bevolking te zijn en gebrek aan archeologische vondsten maakt het moeilijk de bewoningscontinuïteit vast te stellen. Mogelijk vestigden de Warnen en Juten zich in westelijk Nederland.
Het Oer-IJ was in de Romeinse tijd al vrijwel geheel gesloten. Door de verslechterde afwatering en afslag van de oevers ontwikkelde het Flevomeer zich tot het Almere meer. Waarschijnlijk ontstond in de Vroege Middeleeuwen via het Vlie een verbinding tussen het Almere en de Waddenzee.

## Vroege Middeleeuwen
In het begin van de zevende eeuw worden de Friezen voor het eerst genoemd. Het is niet zeker dat er een verwantschap is met de Frisii, die voor het laatst genoemd worden aan het begin van de vierde eeuw. Het begrip "Friezen" had sinds de Grote Volksverhuizing vooral een politieke inhoud, en niet zozeer een etnische. De bevolkingsgroei in deze periode bestond waarschijnlijk deels uit Angelen en Saksen - Angelsaksen of 'nieuwe Friezen' - vermoedelijk via Texel of het huidige Friesland. Hiermee vond ook een taalvernieuwing plaats tot het Noordzee-Germaans, ook wel Inguaeoons genoemd.
De Friese koning Radbod beheerste tot 695 een gebied, Fresia citerior, dat mogelijk tot Sincfal reikte. De Franken begonnen in deze periode aan een opmars naar het noorden en in 695 won hofmeier Pepijn II van Herstal de Slag bij Dorestad en veroverde zo het gebied ten zuiden van de Oude Rijn op Radbod. Ter bezegeling van de nieuwe verhoudingen trouwde de zoon van Pepijn, Grimoald II, met Theudesinda, de dochter van Radbod. Toen hij echter hoorde dat hij zijn ongelovige voorvaderen niet zou terugzien na zijn dood, liet Radbod zich niet bekeren tot het christendom. Zodra Pepijn van Herstal in 714 overleed, barstte een opvolgingsstrijd uit. Radbod maakte hiervan gebruik en wist in 716 Karel Martel te verslaan in de Slag bij Keulen. Radbod overleed in 719 en rond 720 wist Karel – de winnaar van de successiestrijd - het Frankische gezag rond Utrecht te herstellen en viel het gehele gebied ten westen van het Vlie in Frankische handen. Er zijn echter meerdere aanwijzingen dat de verhouding tussen de Friezen en de Franken beter was dan de vijandelijkheden suggereren en dat er sprake was van economische samenwerking en uitwisseling.
Nadat de Friezen ten westen van de Lauwers in 734 in de Slag aan de Boorne definitief verslagen werden, kwam daar ook de huidige provincie Friesland bij. Het gebied van de verslagen Friezen werd opgenomen in het Frankische rijk. Aan het einde van de achtste eeuw vonden echter steeds meer invallen van Vikingen plaats, waardoor het gezag van de Franken verminderde.

## Frisia
Het Karolingische rijk was onderverdeeld in gouwen, ook pagus (meervoud: pagi) genoemd. Sommige groepen pagi werden comitatus genoemd, hoewel dit ook wel gebeurde voor afzonderlijke gouwen. Deze werden bestuurd door een comes, een gouwgraaf. Deze werd benoemd door de koning en kon ook weer door hem worden afgezet. Deze leenmannen streefden echter naar erfelijkheid, wat steeds meer regel werd en in 877 gelegaliseerd door het Capitulare van Quierzy. Hiermee werd het onmogelijk nog een groot rijk te vormen. De graven probeerden op hun beurt meerdere gouwen te verkrijgen.
Aan het einde van de regering van Lodewijk de Vrome was de koninklijke macht verzwakt door de stormvloed van 838, maar vooral door de twisten van Lodewijk met zijn zoons. Na de dood van Lodewijk beleende zijn zoon Lotharius I de Deense broers Rorik en Harald met Frisia - het huidige Friesland en Holland - in een poging de aanvallen van de Vikingen te weren. De gouwgraven zien hun macht daardoor afnemen. Ze gingen samenwerken met de Denen, maar in 885 kwam aan de Deense overheersing een einde door de moord op Godfried de Noorman, waarbij Gerulf I, comes Fresonum, een aandeel had. Hij ontving als beloning van de Oostfrankische koning Arnulf van Karinthië op 4 augustus 889 een aantal goederen in vol eigendom. Het betrof een gebied buiten zijn graafschap, in Teisterbant, bestaande uit een aantal boerderijen en huizen in onder andere Tiel, Aalburg en Asch. Daarnaast betrof het een gebied binnen zijn graafschap. Dit laatste goed, bestaande uit een bos en een bouwakker, lag ergens tussen de monding van de Oude Rijn en (vermoedelijk) Bennebroek, Suithardeshaga.
In 985 gaf koning Otto III, op verzoek van zijn moeder Theophanu een aantal gebieden in eigendom (proprium) aan graaf Ansfried, waarschijnlijk de latere bisschop van Utrecht, die hij eerder in leen (beneficium) had gekregen. Dit was het gebied tussen de rivieren Liora (Lier) en Hisla (Hollandse IJssel) - Masaland-, het gebied villa Sunnimeri, het gebied tussen de rivieren Medemelaka en Chinnelosara gemerchi - Kennemerland- en het gebied Texla.
Het gezag van de koning was in de ijzeren eeuw zeer beperkt, zodat deze weinig tot geen macht kon uitoefenen in zijn buitengebieden. In mindere mate gold dit ook voor de graaf zelf, die slechts in zijn kerngebied werkelijk macht kon uitoefenen. Dit bleek wel toen graaf Arnulf van Gent in 993 om het leven kwam bij een poging zijn opstandige onderdanen tot gehoorzaamheid te dwingen. Dit gevecht vond plaats bij Winkel en wordt gezien als een eerste teken van de libertas van de Friezen, maar op dat moment was er nog geen sprake van scheiding tussen West-Friesland en Kennemerland. Volgens Thietmar van Merseburg kwam het in 1005 tot een verzoening door toedoen van koning Hendrik II naar aanleiding van een verzoek hiertoe van zijn schoonzus Lutgardis van Luxemburg, de weduwe van Arnulf.
Van verwijdering was pas sprake toen aan het einde van de elfde eeuw tijdelijk de grafelijke macht tussen 1049 en 1076 wegviel. In dat jaar overleed bisschop Willem I van Utrecht en wist graaf Dirk V door zijn overwinning bij de Slag bij IJsselmonde zijn gezag weer grotendeels te herstellen.

### Ontginningen
In de negende, tiende en elfde eeuw vonden veel veenontginningen plaats in West-Friesland. Het initiatief ging hierbij grotendeels uit van de kleinere heren, die lokaal behoorlijk zelfstandig konden zijn, buiten de graaf of bisschop om. De vrije boeren hadden in de nieuw ontgonnen gebieden meer vrijheid dan de horige boeren van de Karolingische domeinstelsels. De ontgonnen grond bleek door inklinking vaak niet goed geschikt voor het verbouwen van zware broodgranen, zoals tarwe en rogge. Soms lukte het wel met gerst en haver, maar vaak moest worden overgestapt op de veeteelt. Uit de veertiende eeuw zijn de eerste vermeldingen van het vetmesten van magere slachtossen uit Denemarken en Sleeswijk-Holstein, die daarna verkocht werden in Brabant en Vlaanderen.
Voor de veeteelt waren minder mensen nodig, zodat ondanks de grote hongersnood van 1315-1317, de Zwarte Dood en de pestuitbraken in de halve eeuw daarna er op het platteland een overschot aan arbeidskrachten ontstond, die naar de steden trokken, waar door de grote sterfte juist een tekort was. Veel overtollig geworden mensen gingen zich bezighouden met ambachtelijke vakken, zoals de kaasmakerij. Daarnaast werd het boerenbedrijf in kustplaatsen al vaak gecombineerd met de visserij en handelsvaart, waar men zich nu volledig op ging richten.
Tegen het einde van de twaalfde eeuw werd vanwege voortdurende watersnoden zoals de Allerheiligenvloed van 1170 begonnen de bestaande dijken uit te breiden tot de Westfriese Omringdijk die rond 1250 volledig gesloten was. Het is niet bekend hoe de organisatie van de aanleg hiervan in elkaar stak. Hoewel de Hollandse berichtgeving opgaf van een beperkt organisatievermogen van de West-Friezen, is de slechte staat waarin de dijk zich bevond na de inlijving van West-Friesland door Holland aan het einde van de dertiende eeuw heel wel mogelijk door de West-Friese Oorlogen van Floris V. In 1319 is voor het eerst sprake van een soort grootwaterschap. Pogingen om tot een Hollands model van een overkoepelend hoogheemraadschap met dijkgraaf te komen, hadden weinig succes.

### West-Friesland onafhankelijk
Het wegvallen van het grafelijke gezag tussen 1049 en 1076 heeft waarschijnlijk bijgedragen aan het versterkte gevoel door de Friese Vrijheid niet gebonden te zijn aan het betalen van belasting en het leveren van manschappen voor heervaart buiten het eigen gebied. Het onderscheid blijkt uit de eerste vermelding van Floris II als comes de Hollant, graaf van Holland, waar zijn voorgangers nog als Friese graaf werden aangeduid. Occidentalis Fresia is de naam van het dan blijkbaar afzonderlijke West-Friesland.

## Late middeleeuwen
Tot het einde van de dertiende eeuw was er geregeld strijd tussen de Friese, later Hollandse graven en de West-Friezen. In 1291 besloot Floris V zich graaf van Holland en Zeeland en heer van Friesland te noemen. Dit was ook het gebruik na de vereniging middels personele unies met Henegouwen, Beieren-Straubing, Bourgondië en Habsburg, hoewel de titels langzaam naar onderen schoven in belangrijkheid, zodat deze bij de laatste graaf, koning Filips II van Spanje, pas halverwege zijn lijst van titels werden genoemd. Het opnemen van de naam Friesland was voor de graaf ook een uiting van zijn claim op Friesland ten oosten van het Vlie. Pas na de Slag bij Vroonen in 1297 onderwierpen de West-Friezen zich definitief aan het grafelijke gezag.
Ruim voordien waren de Hollandse graven al begonnen om gebieden in West-Friesland in leen uit te geven aan hun getrouwen. Zo was Willem II van Egmont in 1258 in bezit van de ambachtsheerlijkheden Ooterleek, Oudkarspel, Oudorp, Spanbroek en Wadway, die hij in dat jaar afstond aan Floris de Voogd, in ruil waarvoor hij de heerlijkheid Warmenhuizen in leen kreeg. Ook Koedijk, Mijzen, Sint Pancras en Ursem waren al voor 1300 in leen uitgegeven.

### De vier ambachten

Onderverdeling van West-Friesland in vier ambachten en de verdeling van ambachten in bannen rond 1750

Waarschijnlijk bestond West-Friesland al vóór de definitieve onderwerping aan de Hollandse graven uit vier ambachten, die soms onder verschillende namen bekend stonden:
- Drechterland, ook wel Dregtingherland;
- De Vier Noorder Koggen, ook wel Hoogwouderambacht of Houtwouderambacht
- Geestmerambacht, ook wel Geestmannerambacht
- Schager en Niedorperkoggen, ook wel Niedorperambacht.

Ieder ambacht bestond uit een aantal koggen, die weer uit meerdere bannen bestonden. Deze kleinste eenheden kwamen ruwweg overeen met een ambacht in de rest van Holland. De Westfriese ambachten waren onder andere (vanaf de 14e eeuw) verantwoordelijk voor het beheer van de hun toegewezen delen van de Westfriese Omringdijk. Het onderhoud van de Omringdijk is nog tot in de 19e eeuw een verantwoordelijkheid geweest van deze ambachten (hoewel zij de werkzaamheden toewezen aan de onder hen vallende steden en dorpen). 
Pas in 1919 werd (naar aanleiding van de Watersnood van 1916) het beheer van alle zeedijken in Noord-Holland boven het IJ onder één hoogheemraadschap gebracht, het Hoogheemraadschap Noordhollands Noorderkwartier. De ambachten raakten een deel van hun verantwoordelijkheden kwijt, maar hadden nog wel waterwegen en polderwegen in beheer. In de jaren 70 fuseerden de ambachten Drechterland en de Vier Noorder Koggen tot het Waterschap Westfriesland.

### Baljuwschappen en plattelandssteden
Nadat de graven van Holland de Westfriezen eind 13e eeuw hadden onderworpen, werden de volgende twee baljuwschappen ingesteld, zowel voor de uitvoering van de hoge jurisdictie als voor het toezicht op de dijken:
- Het Westerbaljuwschap, bestaande uit Geestmerambacht en de Schager en Niedorperkoggen en ook wel het baljuwschap van Medemblik genoemd;
- Het Oosterbaljuwschap, bestaande uit de Vier Noorden Koggen en Drechterland en ook wel het baljuwschap van Kennemerland en Vriesland geheten.

In deze baljuwschappen werd recht gesproken door een baljuw als vertegenwoordiger van de graaf en zeven welgeborenen die grafelijke leenmannen waren. Voor de lage jurisdictie was het gebied ingedeeld in schoutambten waar schout en schepenen rechtspraken. De ambten van schout en baljuw werden van de graaf gepacht, wat regelmatig tot misbruik leidde, al was het alleen maar omdat een schout niet zelden rechtsprak in de door hemzelf uitgebaatte herberg.
Op 2 augustus 1364 werd aan de dorpen Bovenkarspel en Grootebroek stadsrecht verleend, waarna ze gezamenlijk verder gingen als de stede Grootebroek, waar in 1402/03 Hoogkarspel en Lutjebroek werden toegevoegd. In 1402 kreeg ook Schellinkhout stadsrechten. In 1413 hief graaf Willem VI van Holland de twee baljuwschappen weer op. Sommige dorpen werden bij het rechtsgebied van de steden Medemblik en Hoorn gevoegd, de rest van het plattelandsgebied werd in de volgende zeven schoutambten verdeeld, die op 2 februari 1414 stadsrecht kregen. Deze plattelandssteden, die ondanks het stadsrecht een dorps karakter behielden, waren een fenomeen dat alleen in West-Friesland voorkwam.
- Stede Abbekerk: Abbekerk, Twisk, Midwoud en Lambertschaag
- Stede Hem: Hem en Venhuizen
- Stede Hoogwoud: Hoogwoud en Aartswoud
- Stede Sijbekarspel: Sijbekarspel en Benningbroek
- Stede Spanbroek: Spanbroek, Opmeer, Obdam en Hensbroek
- Stede Westwoud: Westwoud, Oosterblokker en Westerblokker
- Stede Wognum: Wognum, Nibbixwoud, Hauwert en Wadway

### Opstanden en privileges
Tijdens de Hoekse en Kabeljauwse twisten begin 15e eeuw verzetten diverse Westfriese dorpen zich samen met Kennemer boeren (de Hoeken) tegen de Bourgondische hertog Filips de Goede en Kabeljauws-gezinde steden. Nadat de hertog de opstandelingen op 22 augustus 1426 in de Slag bij Hoorn verslagen had, werden de opstandelingen zwaar bestraft. De dorpen moesten hoge boetes betalen en al hun privileges, rechten en vrijheden werden ontnomen, waaronder hun stadsrechten.
Vervolgens werden diverse plaatsen als heerlijkheid in leen uitgegeven aan degenen die hadden meegeholpen met het beteugelen van de opstandelingen. Zo werd het gebied van de stede Spanbroek verleend aan Arent van Gent, Hoogwoud aan Eduard van Beieren, Veenhuizen aan Barthout van Assendelft en Jan Willem van Hoogwoud, Schellinkhout aan Jan, bastaard van Beieren en Schagen aan Willem 'de Bastaard' van Holland.
In 1456 toonde Filips de Goede zich genadig en mochten de opstandige en gestrafte dorpen hun stadsrechten terugkopen. Abbekerk, Hoogwoud, Obdam en Hensbroek, Opmeer, Sijbekarspel, Spanbroek, Wognum betaalden elk tussen de 12 en 50 pond, waarna de stede Abbekerk en de stede Sijbekarspel hun privileges in oude vorm terugkregen. Obdam en Hensbroek kregen gezamenlijk stadsrecht en Spanbroek zelfstandig stadsrecht.
Nadat keizer Maximiliaan I als graaf van Holland besloten had het ruitergeld te verhogen, kwamen verarmde boeren en handwerkslieden uit Kennemerland en West-Friesland in 1491 in opstand. Vanwege de afbeeldingen van brood en kaas in hun vaandels werden zij het Kaas- en broodvolk genoemd. In 1492 plunderden zij Alkmaar en Haarlem en poogden tevergeefs om Leiden in te nemen. Een landsheerlijk leger onder leiding van Albrecht van Saksen versloeg de opstandelingen uiteindelijk op 15 mei 1492 op het kerkhof van Heemskerk.

## Nieuwe tijd

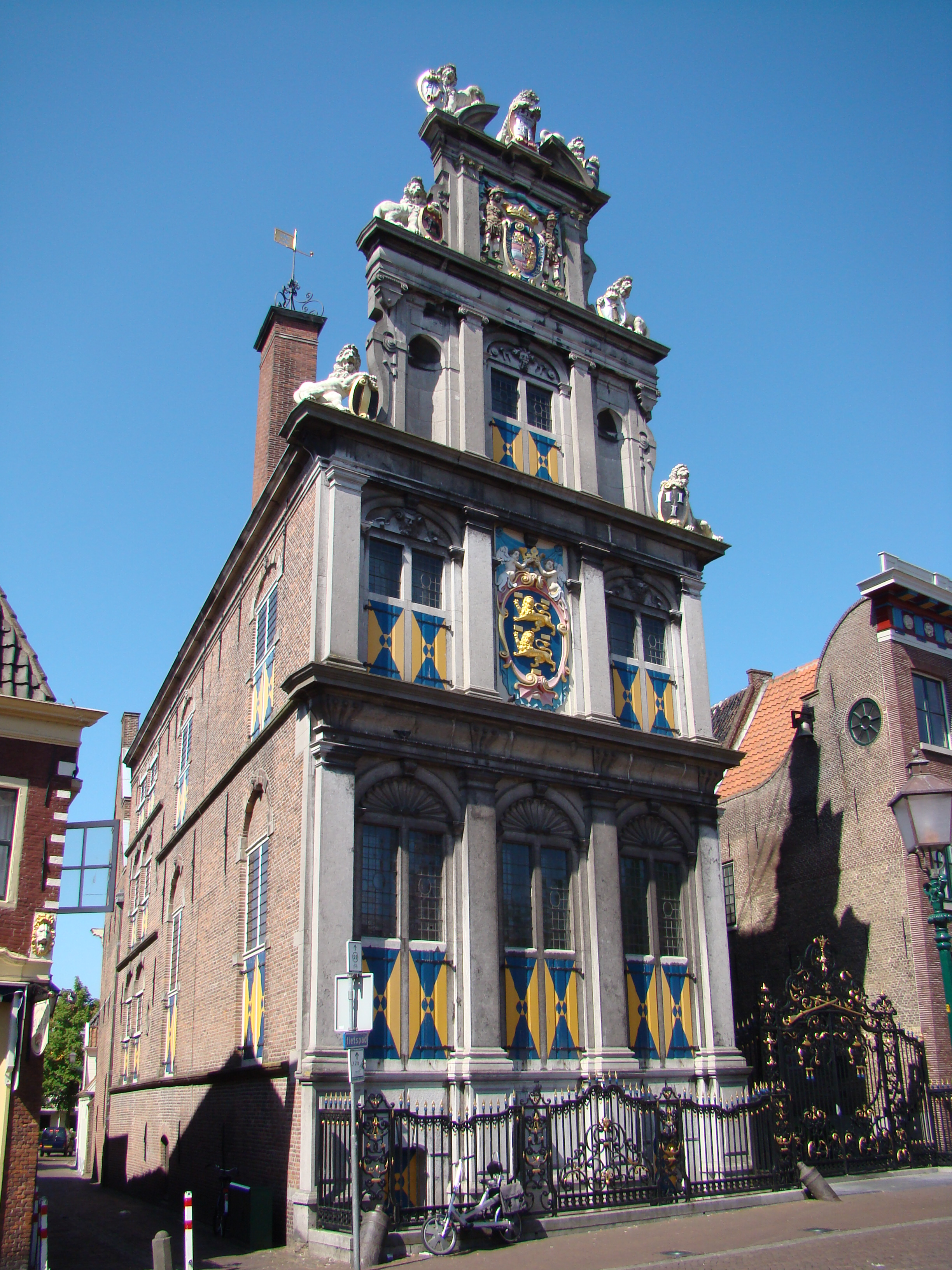
Het Statencollege in Hoorn, zetel van het college van Gecommitteerde Raden van Holland in het Noorderkwartier

Na de Eerste Vrije Statenvergadering van 1572 namen de Staten van Holland en West-Friesland het bestuur over van de toenmalige graaf, de Spaanse koning Filips II. Het nam ook de bestuurlijke rol over van het Hof van Holland, dat nog tot ver in de zestiende eeuw politieke bevoegdheden hield, maar zich steeds meer beperkte tot gerechtelijke aangelegenheden. De Staten van Holland werden pas na de Franse inval in 1795 vervangen door de Provisionele Representanten van het Volk van Holland.

### West-Friesland en het Noorderkwartier
Tijdens de opstand tegen het Spaanse gezag ontstonden voor noordelijk en zuidelijk Holland afzonderlijke bestuurscolleges. Een eerste stap was in 1574 de afzonderlijke bijeenkomsten van enkele Noord-Hollandse steden, Alkmaar, Hoorn, Enkhuizen, Edam, Monnickendam, Medemblik en Purmerend. Deze waren vooral na het beleg en de val van Haarlem afgesneden van de prinsgezinde steden bezuiden het IJ en konden niet meer in de Staten in Den Haag verschijnen. Uit deze vergaderingen ontstonden wat naderhand de Gecommitteerde Raden van West Friesland en het Noorderkwartier is gaan heten. Daarna ontstonden ook de Gecommitteerde Raden van het Zuiderkwartier (1584).
Pogingen om de deze raden samen te voegen, strandden op de drang naar zelfstandigheid van het Noorderkwartier. Dit was vooral op het vlak van financiën dusdanig onwerkbaar dat in 1751 de beide raden werden gedwongen samen te werken, waardoor zij in feite als één naar buiten kwamen. Met de instelling van de Provisionele Representanten van het Volk van Holland in 1795 werden de Gecommitteerde Raden vervangen door drie colleges, het Comité van Algemeen Welzijn, het Comité van Militaire Zaken en het Comité van Financiën. In de maanden daarna werden nog twaalf comités opgericht.
West-Friesland had ook een eigen admiraliteit, de Admiraliteit van het Noorderkwartier (in Hoorn en Enkhuizen ) en een eigen munt, de Westfriese Munt (afwisselend in Hoorn, Enkhuizen en Medemblik).

### Departement en provincie Holland
Onder de Bataafse republiek (1795-1806) werd het gewest Holland opgedeeld in enkele departementen. Op 13 april 1807 werd ze (onder het koninkrijk Holland) opgedeeld in Amstelland en Maasland. In 1814 werden de twee opgedeelde gebieden weer samengevoegd als provincie en kreeg het opnieuw de naam Holland. De provincie kende nog steeds een tweedeling in bestuurlijke zin in de vorm van Napoleons tijd. De provincie Holland werd in 1840 uiteindelijk officieel opgedeeld in Noord-Holland en Zuid-Holland, tot ontzetting van de West-Friezen, die diverse pogingen hadden ondernomen om het West-Friese gebied dan maar een eigen provincie te laten worden. Dat mislukte echter telkens en de provincie werd op een andere manier opgedeeld. In de jaren daarna werd er nog regelmatig met gebieden geschoven tussen de twee provincies en ook met de aanliggende provincies (zoals in 1942, toen de eilanden Vlieland en Terschelling bij de provincie Friesland werden ingedeeld).